# Okręg Brive-la-Gaillarde
Okręg Brive-la-Gaillarde (fr. Arrondissement de Brive-la-Gaillarde) – okręg w południowej Francji. Populacja wynosi 128 tysięcy.

## Podział administracyjny
W skład okręgu wchodzą następujące kantony:
- Ayen,
- Beaulieu-sur-Dordogne,
- Beynat,
- Brive-la-Gaillarde-Centre,
- Brive-la-Gaillarde-Nord-Est,
- Brive-la-Gaillarde-Nord-Ouest,
- Brive-la-Gaillarde-Sud-Est,
- Brive-la-Gaillarde-Sud-Ouest,
- Donzenac,
- Juillac,
- Larche,
- Lubersac,
- Malemort-sur-Corrèze,
- Meyssac,
- Vigeois.